# Dunboyne
Dunboyne (irl. Dún Búinne) – miasto w hrabstwie Meath w Irlandii, położone jest przy skrzyżowaniu dróg R156 i R157, na południe od trasy N3. Liczba mieszkańców w 2011 roku wynosiła 6 959 osób.